# João Simões
João Pedro Arnauth Barrocas Simões (Portimão, 6 januari 2007) is een Portugees voetballer die bij voorkeur als centrale middenvelder speelt. Hij speelt bij Sporting CP.

## Clubcarrière
João Simões is een jeugdproduct van Sporting CP en kreeg in februari 2023 zijn eerste profcontract. In 2024 werd hij bij het eerste elftal gehaald. Op 22 november 2024 debuteerde de middenvelder in het bekerduel tegen Amarante. Op 25 januari 2025 vierde hij zijn eerste competitietreffer tegen CD Nacional.